# Chilenische Nationalbibliothek
Die Chilenische Nationalbibliothek (spanisch Biblioteca Nacional de Chile) ist die Nationalbibliothek der Republik Chile. Sie wurde 1813 gegründet und befindet sich im Zentrum von Santiago vor La Alameda, der repräsentativsten Straße der Stadt. Mit über 850.000 Bänden in der „Chilenischen Sektion“, 300.000 im  „Allgemeinen Buchdepot“ und mehr als 100.000 Zeitungsexemplaren ist sie die größte Literatursammlung im Andenstaat. Die Bibliothek ist eine Präsenz- und Ausleihbibliothek, die gerade dabei ist, alle ihre Papierwerke zu digitalisieren.

## Geschichte
Als eine der ersten Aufgaben der Befreier nach Beginn des Unabhängigkeitsprozesses von Chile waren sie für das Sammeln und Aufbewahren von Dokumenten und literarischen Werken zuständig, die im Land geschaffen wurden oder von nationalem Interesse waren. Ebenso wollten die Behörden, dass die Bewohner des Landes aufgeklärt werden.
Am 10. März 1813 unter der Regierung der Junta unter dem Vorsitz von José Miguel Carrera, in einer Periode der chilenischen Geschichte, die als Patria Vieja (Altes Vaterland) bekannt ist, erklärte der Sekretär des Innern Mariano Egaña Fabres in seiner Antrittsrede des Nationalinstituts die Gründung der Nationalbibliothek und sah dies konkret in der „Gründungsproklamation“, die in der Zeitung El Monitor Araucano veröffentlicht wurde neun Tage später. Anfangs war die Sammlung an Büchern recht knapp, daher wurden chilenische Bürger durch einen Hinweis in der Gründungsproklamation aufgefordert, literarische Werke zu spenden, die einen Wert für das Erbe und die Entstehung der neuen Republik hatten.
Als erste Einrichtung der Bibliothek wurde ein Raum innerhalb der Real Universidad de San Felipe genutzt.  Nachdem die Bibliothekssammlung mehrere Abhängigkeiten öffentlicher Einrichtungen durchlaufen hatte, wurde der Bau ihres derzeitigen Hauptsitzes arrangiert, ein Gebäude, das 1925 vor der Alameda, der repräsentativsten Straße der Stadt, eingeweiht wurde. Am 30. Dezember 1976 wurde das Bibliotheksgebäude von Augusto Pinochet zum Nationaldenkmal erklärt.
2003 wurde die Initiative Memoria Chilena (Chilenisches Gedächtnis) ins Leben gerufen, die die Digitalisierung der in der Nationalbibliothek gefundenen Werke zum Ziel hat.
Die Nationalbibliothek von Chile ist angeschlossen an ABINIA (Asociación de Estados Iberoamericanos para el Desarollo de la Bibliotecas Nacionales de Iberoamérica).

## Galerie

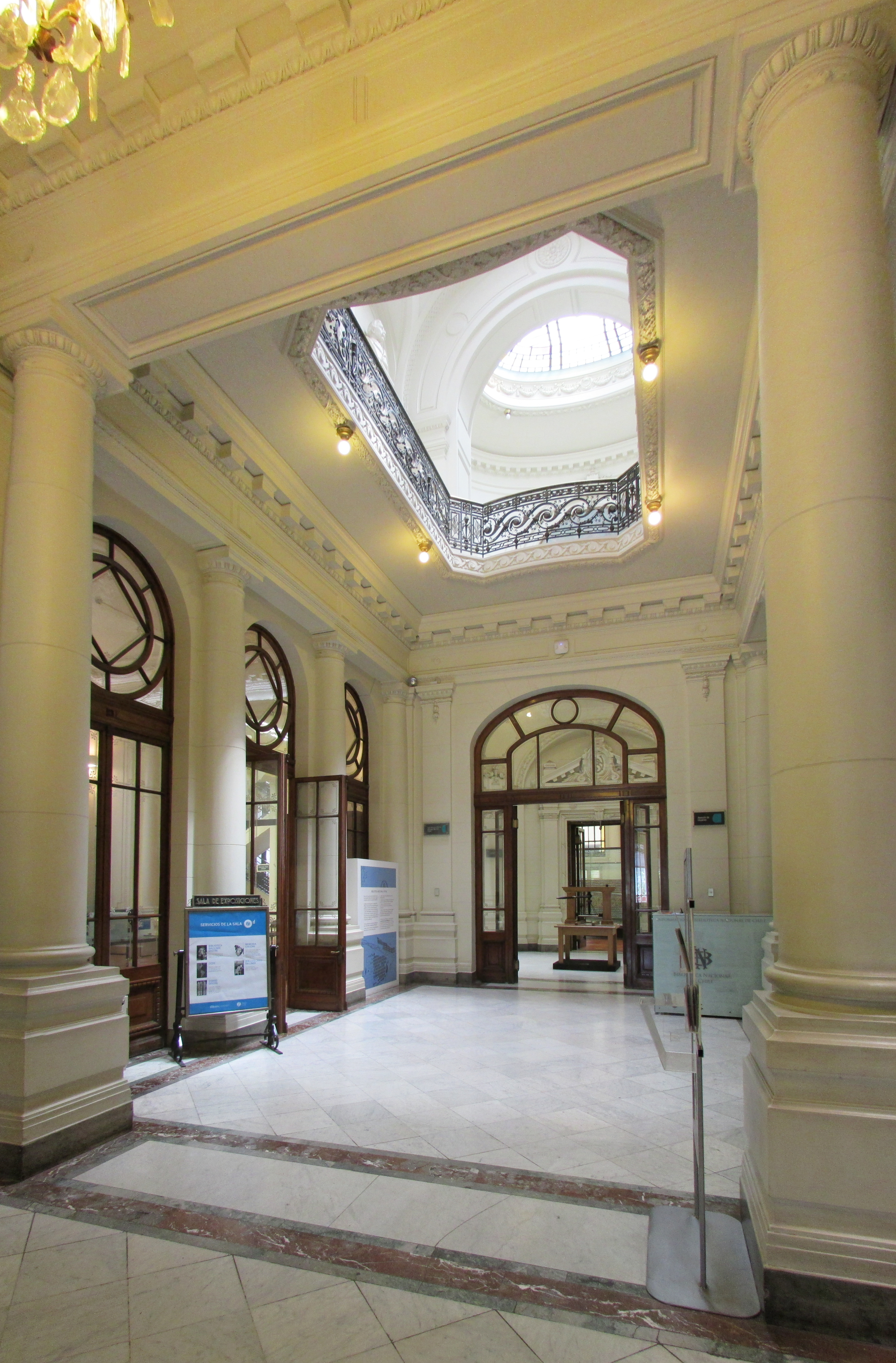
Hauptsaal (1. Stock)
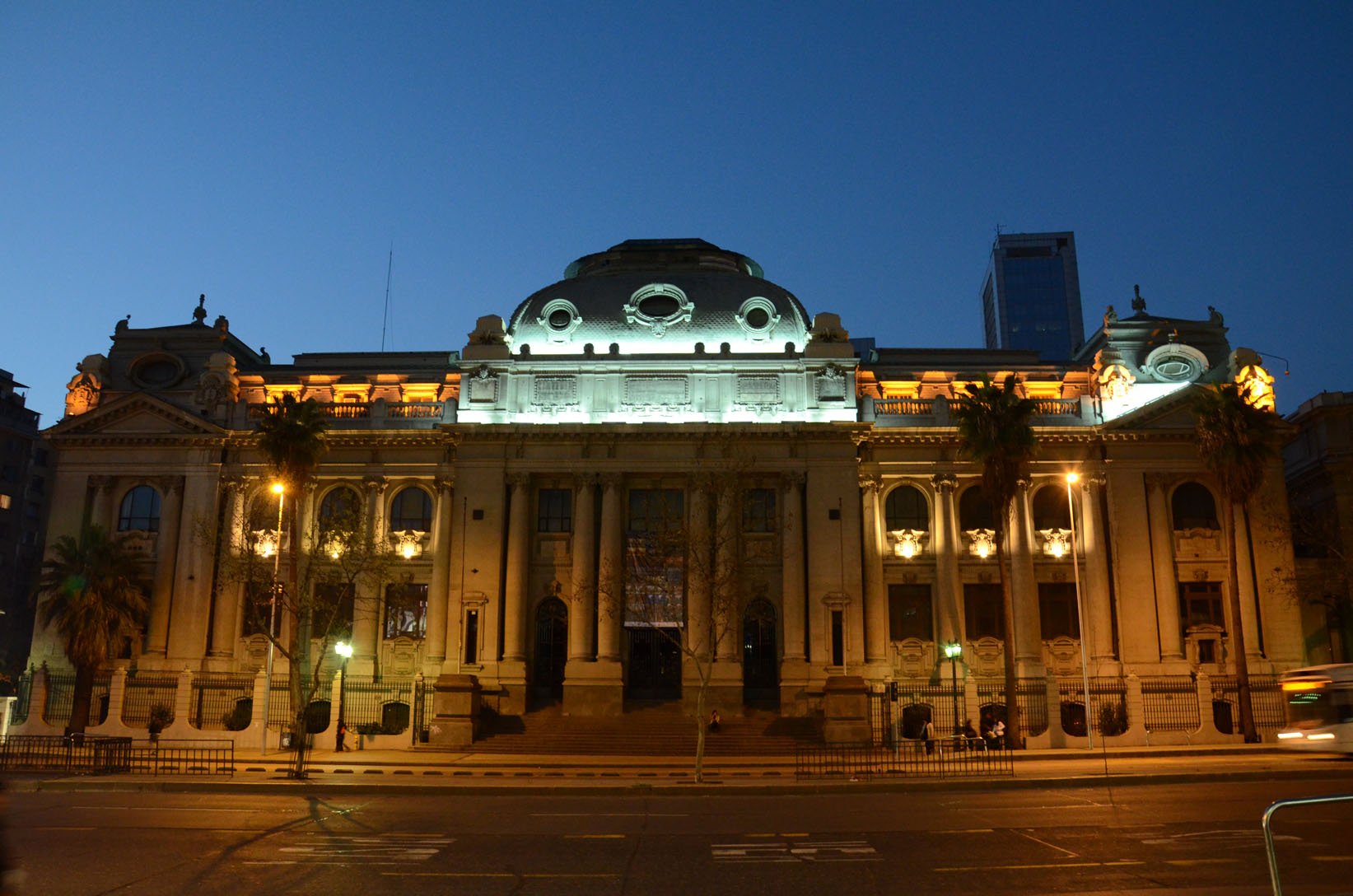
Beleuchtete Nachtansicht der Fassade der Bibliothek
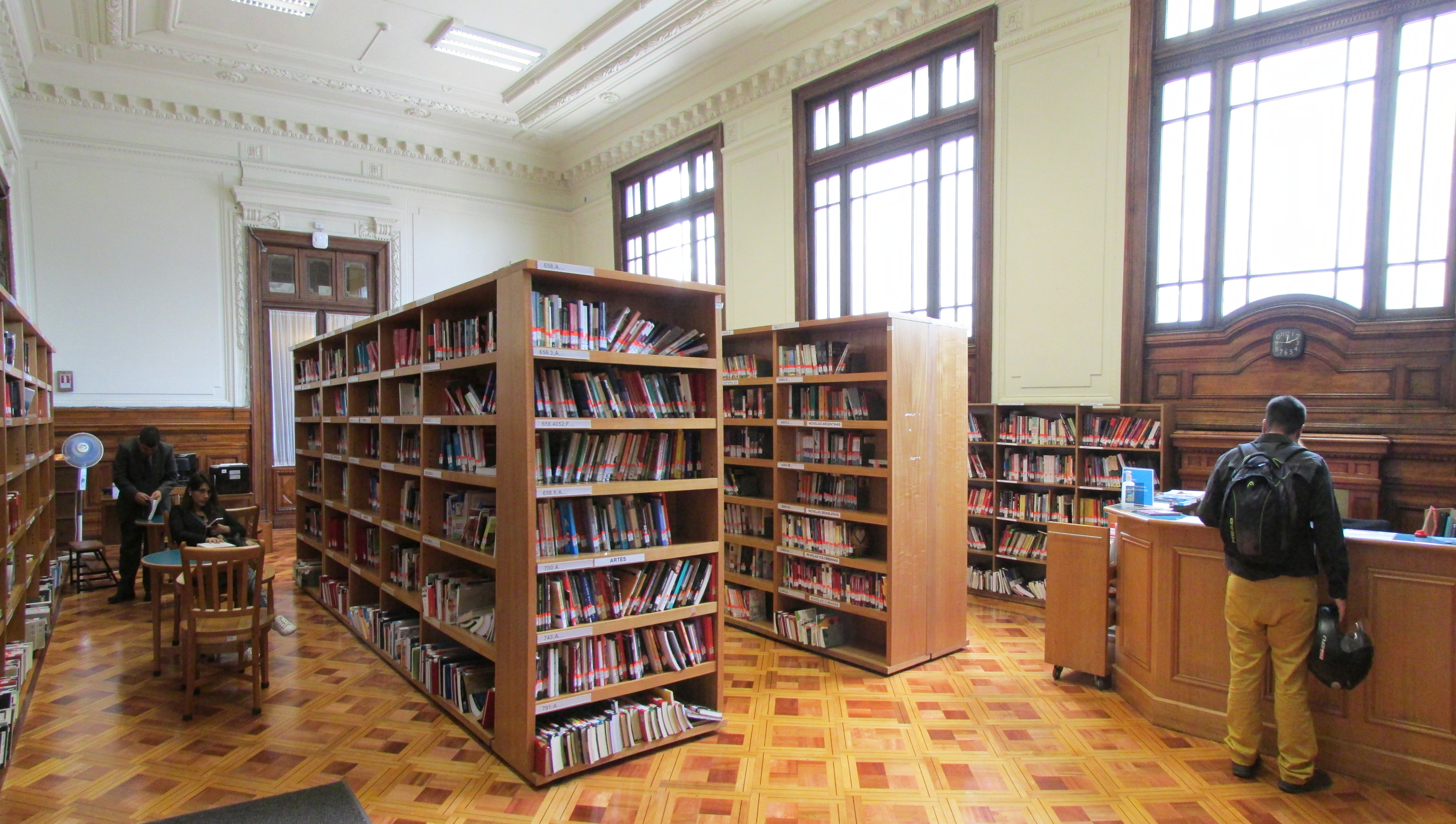
Saal für ausgeliehene Bücher
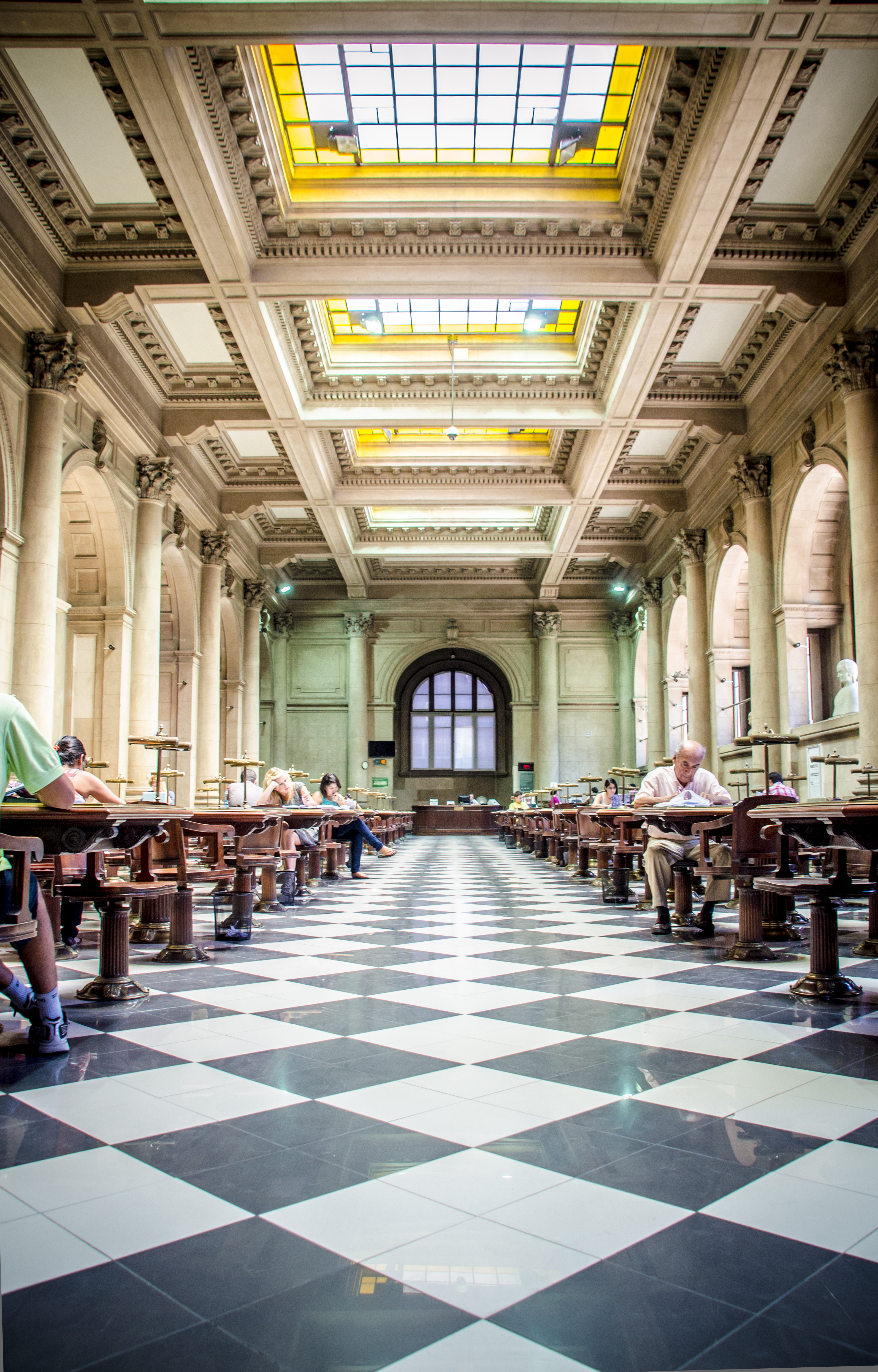
Lesesaal Gabriela Mistral